# Коби Брајант
Коби Бин Брајант (енгл. Kobe Bean Bryant; Филаделфија, 23. август 1978 — Калабасас, Калифорнија, 26. јануар 2020) био је амерички кошаркаш, који је цијелу каријеру провео у једном НБА клубу — Лос Анђелес лејкерсима, а играо је и за репрезентацију Сједињених Америчких Држава на позицији бека. Сматра се једним од најбољих кошаркаша свих времена. Са Лејкерсима је освојио пет пута НБА лигу, учествовао је 18 пута на Ол-стар мечу, 15 пута је изабран у идеални тим, 12 пута у идеални одбрамбени тим, 2008 је проглашен за најкориснијег играча НБА (МВП), док је два пута проглашен за најкориснијег играча финала. Завршио је као најбољи стријелац НБА лиге двапут, док је на четвртом мјесту на листи најбољих стријелаца свих времена и у регуларном дијелу и у плеј офу. Године 2020, изабран је у кућу славних, гдје је постхумно примљен у мају 2021, када је такође изабран међу 75 најбољих играча НБА лиге свих времена, поводом 75 годишњице од оснивања.
Рођен је у Филаделфији, а дјелимично је одрастао у Италији. Отац му је бивши НБА кошаркаш Џои Брајант. Био је један од најбољих кошаркаша у средњим школама Сједињених Држава, док је био у средњој школи Лауер Мерион, у Пенсилванији. Након што је дипломирао, учествовао је на драфту 1996, гдје су га, као 13 пика, изабрали Шарлот хорнетси, који су га трејдовали у Лејкерсе. Као руки, у својој првој сезони у НБА, стекао је репутацију доброг скакача и био је фаворит навијача за побједу на такмичењу у закуцавању, а изабран је за Ол-стар меч у својој другој сезони. Упркос сукобу са саиграчем Шакилом О’Нилом, предводили су Лејкерсе до три титуле заредом, од 2000. до 2002. Године 2003. млада хотелијерска службеница оптужила га је за сексуални напад. Оптужбе су одбачене јер је дјевојка одбила да свједочи, а тужба је ријешена ван суда. Брајант се јавно извинио и признао да су имали сексуалне односе, али је негирао оптужбу за напад и рекао да су односи били добровољни.
Након што су Лејкерси изгубили финале 2004, О’Нил је трејдован и Брајант је постао лидер тима. Био је најбољи стријелац регуларног дијела лиге у сезонама 2004/05. и 2005/06. а 2006. постигао је рекорд каријере по броју поена на једној утакмици, када је дао 81 поен против Торонто репторса, чиме је дошао на друго мјесто по броју постигнутих поена на једној утакмици, иза Вилта Чејмберлена, који је убацио 100 поена 1962. Предводио је тим до титула у сезонама 2008/09. и 2009/10, а оба пута је проглашен за најкориснијег играча финала. Године 2013. доживио је руптуру Ахилове тетиве, док се у периоду од 2014. до 2016. мучио са повредама кољена и рамена. На крају сезоне 2015/16. завршио је каријеру.
Најбољи је стријелац Лос Анђелес лејкерса у историји; такође, постао је први бек у историји НБА који је одиграо 20 сезона у лиги. Наступио је 18 пута на Ол-стар мечу, по чему је на другом мјесту, иза Карима Абдул Џабара са 19, док је рекордер по броју наступа у стартној петорци, а четири пута је добио награду за најкориснијег играча Ол-стар меча, по чему је рекордер, заједно са Бобом Петитом. Средином 2000-их, дао је себи надимак Црна мамба, што је публика с временом прихватила. Као члан репрезентације Сједињених Америчких Држава освојио је златну медаљу на Олимпијским играма 2012. и 2016. Године 2018. добио је Оскара за најбољи краткометражни анимирани филм, за филм Драга кошарко.
Погинуо је 2020, у 41 години, заједно са тринаестогодишњом ћерком Ђијаном и седморо других особа, у паду хеликоптера у Калабасасу. Накнадно је издат већи број почасти и спомен-обиљежја, укључујући преименовање награде за МВП ол-стар меча у његову част.

## Дјетињство
Рођен је у Филаделфији, као најмлађи од троје дјеце и једини син бившег НБА играча — Џоија Брајанта и Памеле Кокс Брајант, а био је нећак, са мајчине стране, бившег НБА играча — Џона Чуби Кокса. Родитељи су му дали име Коби по говедини у Кобеу, Јапан, коју су видјели у менију ресторана. Његово средње име — Бин, дато му је по очевом надимку „Џелибин“ (енгл. Jellybean). Његова породица је била католичка и он је увијек практиковао своју вјеру.
Кошарку је почео да игра са три године, а Лејкерси су му били најдражи тим док је одрастао. Када је имао шест година, његов отац је отишао из НБА и преселио је породицу у Ријети, гдје је наставио да игра кошарку. Након двије године, преселили су се прво у Ређо ди Калабрију, затим у Пистоју и Ређо Емилију; Коби се навикао на нови стил живота и научио је да прича италијански. Посебно му се свидјела Ређо Емилија, коју је сматрао за лијепо мјесто, одакле има неке од најљепших успомена из дјетињства. Док је живио у Ређо Емилији, почео је да игра кошарку озбиљније, а његов дјед му је слао видео снимке утакмица из НБА лиге како би учио. Као други извор инспирације, служили су му анимирани европски филмови о спорту, из којих је научио доста о кошарци. Такође је учио да игра фудбал, а омиљени клуб му је био Милан. Током љета, долазио је у Сједињене Државе, гдје је играо у кошаркашкој љетњој лиги. Када је напунио 13 година, са породицом се вратио у Филаделфију, гдје је почео да иде у осми разред у школи Бала конвид.

### Средња школа
Током каријере у средњој школи Лауер Мерион, у Ардмору, постао је познат широм државе због својих игара. Играо је у кошаркашком тиму као бруцош, поставши тако први бруцош у школи који је ушао у тим након више деценија, али је тим завршио сезону са четири побједе и 20 пораза. Током наредне три године, остварили су 77 побједа и 13 пораза, а Брајант је играо на свим позицијама. Током јуниорске каријере, биљежио је просјечно 31,1 поен, 10,4 скокова, 5,2 асистенције, 3,8 блокада и 2,3 украдене лопте, због чега је проглашен за кошаркаша године у Пенсилванији, а био је номинован за четврти млади тим у САД, чиме је привукао пажњу регрута за универзитете. Дјук, Мичиген, Сјеверна Каролина и Виљанова су му биле главне опције, али, након што је Кевин Гарнет из средње школе отишао директно на драфт 1995, гдје је изабран као пети пик у првој рунди, почео је да размишља да оде директно у професионалце и да прескочи универзитет.
У кампу ABCD Camp, који организује Adidas, добио је МВП награду за сениоре 1995, док је играо заједно са Ламаром Одомом. Током боравка у средњој школи, тренер Филаделфија севентисиксерса — Џон Лукас, позвао га је да ради са тимом, гдје је играо један на један против Џерија Стекхауса. У сениорској сезони у оквиру средње школе, предводио је тим до прве титуле након 53 године. Током сезоне, остваривао је просјечно 30,8 поена, 12 скокова, 6,5 асистенција, 4 украдене лопте, и 3,8 блокада, док су Асови имали скор од 31 побједе и 3 пораза. Каријеру у средњој школи завршио је као најбољи стријелац свих времена, са 2,883 поена, прескочивши Чејмберлена и Лионела Симонса.
Због добре сезоне, добио је неколико награда, укључујући награду за играча године средњих школа, а изабран је у свеамерички и амерички (САД) тим године. Његов тренер — Грег Даунер, изјавио је да је Коби комплетан играч који доминира, а похвалио је његову радну етику, без обзира на то што је био најбољи играч тима. Године 1996, отишао је на матурско вече са Бренди Норвуд. Коначно, као седамнаестогодишњак, одлучио је да иде директно у НБА, поставши тако шести играч у историји лиге који је урадио то. Његова одлука изазвала је велику пажњу медија, јер то није било уобичајено; прије њега, једино је Гарнет отишао директно у професионалце у последњих 20 година. Његове кошаркашке вјештине и резултат на САТ тесту, били су довољни за било који универзитет који би изабрао, али није званично посјетио ниједан кампус. Године 2012, сврстан је међу 35 најбољих свеамеричких играча Мекдоналдс ол-стар меча средњих школа, због игара током периода у средњој школи и каснијих постигнућа.

## Професионална каријера

### 1996: НБА драфт
Прије драфта 1996, тренирао је у Лос Анђелесу, гдје је играо са бившим играчима Лејкерса — Леријем Драуом и Мајклом Купером, а. Према ријечима тадашњег тренера Лејкерса — Џерија Веста, потпуно их је надмашио.
Лејкерси су хтјели да трејдују стартног центра — Влада Дивца, како би растеретили плате и ослободили мјесто да дају понуду тада слободном играчу — Шакилу О’Нилу. Главни скаут Шарлот хорнетса у то доба — Бил Бранш, изјавио је да су се, дан прије драфта, договорили са Лејкерсима да им трејдују њиховог 13 пика; прије договора никад нису размишљали да трејдују Брајанта. Током драфта, Лејкерси су минут прије избора, рекли Хорнетсима кога да изаберу. Брајант је био први бек који је учествовао на драфту директно послије завршетка средње школе. Након драфта, трејд је доведен у питање, када је Дивац изјавио да ће радије завршити каријеру него да буде трејдован из Лос Анђелеса. Ипак, 30. јуна, Дивац је повукао своју пријетњу и трејд је извршен 9. јула 1996, када је завршен лигашки мораторијум прије почетка сезоне. Пошто је имао само 17 година, његови родитељи морали су да потпишу уговор са Лејкерсима, док он не буде могао да потпише сопствени уговор, са 18 година, које је напунио прије почетка сезоне. Потписао је трогодишњи уговор за рукија, са укупном зарадом од 3,5 милиона долара за све три сезоне.

### 1996—1999: Прилагођавање на НБА
Дебитовао је у љетњој лиги за професионалце, у Лонг Бичу, а на првом мечу, постигао је 25 поена. Противници су се мучили да дођу испред њега, а његове перформансе одушевиле су Запад и тренера Лејкерса — Дела Хариса. У финалу је постигао 36 поена и завршио је са просјечним учинком од 24,5 поена и 5,3 скока на четири утакмице. Као руки, у сезони 1996/97, углавном је улазио са клупе, као трећи бек, иза Едија Џоунса и Ника ван Ексела. У то вријеме, постао је најмлађи играч икада који је наступио на некој НБА утакмици, са 18 година и 72 дана, а његов рекорд је исте сезоне срушио Џермејн О’Нил. Такође, постао је најмлађи стартер у историји лиге, са 18 година и 158 дана. У почетку је имао малу минутажу, али како је сезона одмицала, играо је све више.
До краја сезоне, играо је просјечно 15,5 минута по мечу. Током Ол-стар викенда, учествовао је у руки челенџу, а побиједио је на такмичењу у закуцавању, поставши тако најмлађи побједник такмичења, са 18 година. Због својих игара, изабран је у други тим најбољих новајлија, заједно са саиграчем — Тревисом Најтом.
Лејкерси су ушли у полуфинале Западне конференције, гдје су играли против Јута џеза. Након четири утакмице, Јута је водила 3:1, а у петој утакмици, Брајант је преузео улогу лидера тима; Брајан Скот је морао да пропусти утакмицу због ишчашења зглоба, Роберт Ори је искључен због свађе са играчем Јуте — Џефом Хорнасеком, а Шакил О’Нил је морао да изађе због личних грешака на минут и 46 секунди прије краја утакмице. У последњем нападу на мечу, промашио је шут из скока за побједу и играо се продужетак; у последњем минуту, промашио је два шута за три, након чега је шутирао у последњим секундама и промашио је и обруч и таблу, а Јута је побиједила 98:93 и прошла у финале конференције укупним резултатом 4:1. О’Нил је изјавио да је Брајант једини имао храбрости да упути такав шут у том тренутку.
У другој сезони, показивао је таленат из средње школе; просјечан број поена које је постизао по утакмици, порастао је са 7,6 на 15,4. Добијао је већу минутажу, када су играли са ниском петорком, у којој је играо на позицији крила, са бековима које би обично подржавао. Био је у конкуренцији за шестог играча сезоне, а захваљујући гласовима навијача, постао је најмлађи стартер Ол-стар меча у историји. На Ол-стар мечу играли су и његови саиграчи — О’Нил, Ексел и Џонс, што је било први пут од 1983. да су четворица играча из истог тима наступили на Ол-стару. У сезони, биљежио је просјечно 15,4 поена по утакмици, што је било највише од свих играча који нису стартери.
На почетку сезоне 1998/99, Ван Ексел и Џонс су трејдовани и Брајант је постао стартни бек; стартовао је свих 50 утакмица у сезони која је била скраћена због локаута. Током сезоне, потписао је нови шестогодишњи уговор, укупне вриједности од 70 милиона долара, до краја сезоне 2003/04. Већ у раном периоду каријере, спортски новинари упоређивали су га са Мајклом Џорданом и Меџиком Џонсоном. Ипак, Лејкерси су другу годину заредом испали у полуфиналу плеј офа Западне конференције, од Сан Антонио спарса 4:0 у серији.

### 1999—2002: Три титуле заредом
Године 1999, Фил Џексон је постао тренер Лејкерса. Након година од минималног напретка, постао је један од најбољих бекова шутера, захваљујући чему се нашао на Ол-стару, идеалном тиму НБА и идеалном одбрамбеном тиму. Лејкерси су постали конкуренти за титулу, предвођени Брајантом и О’Нилом. Џексон је користио напад у формацији троугла, који је користио и у Чикаго булсима, са којима је освојио НБА шест пута; примјена тог напада помогла је Брајанту и О’Нилу да постану једни од најбољих играча у лиги, а Лејкерси су освојили три шампионска прстена заредом — 2000, 2001. и 2002.
Био је одсутан шест недеља прије почетка сезоне 1999/00, због повреде на предсезонској утакмици против Вашингтон визардса. Када се вратио на терен, играо је 38 минута просјечно по утакмици, а статистички је побољшао просјечни учинак по мечу током сезоне и постао је лидер тима по броју украдених лопти и асистенција по утакмици. Лејкерси су регуларни дио сезоне завршили са 67 побједа, чиме су изједначили пети најбољи учинак у историји НБА. О’Нил је добио награду МВП, за најкориснијег играча лиге, а Брајант је другу годину заредом изабран у други тим НБА, а такође, постао је најмлађи играч који се нашао у идеалном одбрамбеном тиму лиге. У седмој утакмици финале Западне конференције, остварио је учинак од 25 поена, 11 скокова, 7 асистенција и 4 блокаде, а упутио је алејуп пас за О’Нила у самог финишу, у побједи од 89:94 против Портланд трејлблејзерса. у финалу, против Индијана пејсерса, повриједио је чланак у другој четвртини друге утакмице, када је након скок шута пао на ногу играча Индијане — Џелејна Роуза; Роуз је касније изјавио да је намјерно ставио ногу испод Брајанта. Због повреде, пропустио је остатак друге утакмице и комплетну трећу, на којој је побиједила Индијана. У четвртој, постигао је 22 поена у другом полувремену и предводио је тим до побједе након продужетка, док је О’Нил изашао из игре због личних грешака. Постигао је одлучујући кош у финишу, за побједу 120:118. У шестој утакмици, Лејкерси су побиједили 116:111 и са 4:2 у серији, освојили су прву титулу након 1988.
Статистички, у сезони 2000/01, имао је сличан учинак као у претходној сезони, а побољшао је просјек поена на 28,5 по утакмици. Такође, током сезоне, почели су да излазе у јавност сукоби између Брајанта и О’Нила. Брајант је поново био лидер тима у асистенцијама, са просјеком од пет по утакмици, а Лејкерси су остварили 56 побједа у регуларном дијелу, а у плеј офу, имали су учинак од 15 побједа и једног пораза. У првој рунди плеј офа, побиједили су Портланд 3:0 у серији, након чега су, у полуфиналу конференције, побиједили Сакраменто кингсе 4:0. У четвртој утакмици, Брајант је постигао 48 поена, уз 16 скокова и 3 асистенције, у побједи 119:113. У финалу конференције, Лејкерси су побиједили Сан Антонио 4:0 у серији и пласирали се у финале лиге, гдје су играли против Филаделфије. На првој утакмици, Филаделфија је побиједила на продужетке, након чега су Лејкерси остварили четири побједе и освојили другу титулу заредом. У плеј офу, биљежио је просјечно 29,4 поена, 7,3 скока и 6,1 асистенцију, а О’Нил је изјавио да је Брајант најбољи играч у лиги. Изабран је у други најбољи тим лиге и у други идеални одбрамбени тим другу годину заредом, а такође је изабран за стартера на Ол-стару трећу годину заредом.
У сезони 2001/02, играо је 80 утакмица по први пут у каријери. На дан 14. јануара 2002, убацио је 56 поена у побједи 120:81 против Мемфис гризлиса, чиме је остварио рекорд каријере. Током сезоне, имао је просјек од 25,2 поена, 5,5 скокова и 5,5 асистенција по утакмици, а такође је био лидер свог тима по броју асистенција и имао је проценат шута 46,9%. На ол-стар мечу, постигао је 31 поен и добио је награду за најкориснијег играча Ол-стара по први пут. Меч је игран у Филаделфији, а навијачи су му константно звиждали, због коментара који је упутио прије финала лиге претходне сезоне, у којем је рекао: „Лејкерси ће вам ишчупати срца“. Лејкерси су сезону завршили на другом мјесту у Пацифичкој дивизији, иза Сакраменто кингса, са 58 побједа. На дан 1. марта 2002, на утакмици против Индијане, ударио је Реџија Милера, због чега је суспендован на једну утакмицу.
У прве двије рунде плеј офа, Лејкерси су побиједили Портланд са 3:1 и Сан Антонио са 4:1 у серији, након чега су у финалу конференције играли против Сакрамента, који је имао предност домаћег терена. 
Након пет утакмица, Сакраменто је водио 3:2, али су Лејкерси побиједили на последње двије утакмице и са 4:3 у серији, пласирали се у финале лиге трећи пут заредом. У финалу, играли су против Њујорк нетса; Брајант је просјечно биљежио 26,8 поена, 5,8 скокова и 5,3 асистенције, уз проценат шута 51,4%, а постигао је четвртину од укупног броја поена тима. Лејкерси су побиједили 4:0 у серији и освојили трећу титулу заредом, а Брајант је, са 23 године, постао најмлађи играч у историји са три титуле НБА првака. Његову игру су хвалили многи, посебно број поена које је постизао у последњим четвртинама, прије свега на утакмицама у последње двије рунде плеј офа. По први пут је изабран у идеални тим лиге, а такође је, изабран у идеални одбрамбени тим укупно четврти пут, а други пут у првом тиму.

### 2002—2004: Финале лиге
На првој утакмици у сезони 2002/03, постигао је 27 поена, уз десет скокова, пет асистенција и четири украдене лопте, у поразу 87:82 од Сан Антонио спарса. На дан 1. новембра, остварио је трипл дабл од 33 поена, 15 скокова и 12 асистенција у побједи 108:93 против Лос Анђелес клиперса. Такође, поставио је рекорд НБА лиге по броју тројки на једној утакмици, 7. јануара 2003. када је убацио 12 против Сијетл суперсоникса. Стигао је до просјека од 30 поена по утакмици, док је у фебруару 2003. убацио преко 40 поена на девет утакмица заредом и имао је просјек од 40,6 поена по утакмици у фебруару, уз 6,9 скокова, 5,9 асистенција и 2,2 украдене лопте, што му је било највише у каријери у том тренутку. Поново је изабран у први идеални тим лиге и први одбрамбени тим, а завршио је на трећем мјесту у избору за МВП награду. Лејкерси су остварили скор од 50 побједа и 32 пораза у регуларном дијелу, али су изгубили у полуфиналу конференције, 4:2 у серији против Сан Антонија.
На почетку сезоне 2003/04. Лејкерси су довели учеснике Ол-стара — Гарија Пејтона и Карла Малона. Прије почетка сезоне, ухапшен је због оптужби за сексуални напад. Због одласка у суд, морао да пропусти неколико утакмица или је ишао у суд раније током дана, а затим је путовао назад и играо утакмице касније током истог дана. У последњој утакмици регуларног дијела, против Портланда, са двије тројке донио је побједу Лејкерсима након продужетака, за титулу Пацифичке дивизије; на 1,1 секунду до краја четврте четвртине, погодио је тројку за продужетак, након чега је погодио тројку за побједу 105:104, у другом продужетку.
Са стартном петорком у којој су били О’Нил, Малон, Пејтон и Брајант, Лејкерси су се пласирали у финале лиге, четврти пут у пет година. У финалу, изгубили су од Детроит пистонса са 4:1 у серији и освојили прву титулу од 1990. У финалу, Брајант је имао просјек од 22,6 поена и 4,4 асистенције, уз проценат шута из игре 35,1%. Није продужен уговор са Џексоном и Руди Томјанович је постављен за новог тренера. О’Нил је трејдован у Мајами хит, за Ламара Одома, Керона Батлера и Брајана Гранта. Наредног дана, Брајант је одбио понуду Клиперса и продужио је уговор са Лејкерсима на седам година.

### 2004—2007: Проблеми у плеј офу и рекорд каријере
Током сезоне 2004/05, био је често критикован, а његова репутација је била нарушена због свега што се дешавало претходне године, а посебно му се погоршала када је Фил Џексон написао књигу: Последња сезона: Тим у потрази за својом душом, у којој је описао дешавања из сезоне 2003/04, а неколико пута је критиковао Брајанта, назвавши га „неутрењивим“. На половини сезоне, Томјанович је напустио мјесто тренера, због здравствених проблема и исцрпљености. За новог тренера постављен је бивши помоћни тренер — Френк Хамблен. У сезони, имао је просјек од 27,6 поена по утакмици, што је био други најбољи учинак у сезони, иза Трејсија Макгрејдија, а Лејкерси, са скором од 34 побједе и 48 пораза, нису се пласирали у плеј оф, први пут послије 10 година. Његове партије су биле значајно слабије у односу на претходне године и није ушао у идеални одбрамбени тим, а нашао се у трећем идеалном тиму лиге. Током сезоне, ушао је у јавну свађу са Малоном и Рејом Аленом.
Упркос размирицама са Брајантом, Фил Џексон се вратио на мјесто тренера тима у сезони 2005/06. Брајант је подржао одлуку, а Лејкерси су се вратили у плеј оф. На дан 20. децембра 2005, током прве три четвртине, постигао је 62 поена против Далас маверикса, док је цијели тим Даласа постигао 61 поен; то је био први пут у историји, од увођења времена за напад, да је један играч постигао за три четвртине више поена него противнички тим; није улазио у игру у четвртој четвртини. На дан 16. јануара 2006, на утакмици против Мајами хита, пред почетак утакмице, Брајант и О’Нил су се руковали и загрлили, чиме су најавили крај свађе, у којој су били више година. Мјесец дана касније, на Ол-стару, њих двојица су сједјели заједно и смијали се.
На дан 22. јануара 2006, остварио је рекорд каријере, постигавши 81 поен у побједи 122:104 против Торонто репторса. Срушио је тако рекорд Елгина Бејлора од 71 постигнут поен за Лејкерсе, а такође, дошао је на друго мјесто по броју постигнутих поена на једној утакмици у НБА свих времена, иза Вилта Чејмберлена, који је 1962. постигао 100 поена. Док су Чејмберлена форсирали саиграчи за шутеве из рекета, Брајант је углавном стварао сам шансе и шутирао за три поена, а Лејкерси су губили 13 поена на полувремену и преокренули су у последњој четвртини. Чејмберлен, који је играо у периоду када је игра била бржа, а прилике за постизање поена биле су веће, заслужан је за 59 посто поена у побједи Филаделфије 169:147, док је Брајант био заслужан за 66 посто од 122 поена колико су постигли Лејкерси. Истог мјесеца, постао је трећи играч у историји и први након 1964. који је постигао најмање 45 поена на четири утакмице заредом, након Чејмберлена и Бејлора. У јануару, имао је просјек од 43,4 поена по утакмици, што је био осми највећи просјек неког играча у једном мјесецу и највећи од свих осталих играча после Чејмберлена, који је поставио првих седам најбољих просјека. До краја сезоне 2005/06, постао је рекордер Лејкерса по броју утакмица на којима је један играч постигао 40 поена, са укупно 27 утакмица, а такође, оборио је рекорд тима по броју поена једног играча у сезони, са постигнутих 2,832 поена. Добио је награду за најбољег стријелца лиге по први пут, са просјеком од 35,4 поена, поставши тако пети играч у историји који је сезону завршио са просјеком изнад 35 поена, након Чејмберлена, који је то успио пет пута, Џордана (два пута), Бејлора и Рика Берија. У избору за најкориснијег играча лиге, завршио је на четвртом мјесту; од стране 22 новинара од укупно њих 125, добио је глас за прво мјесто, што је највише након Стива Неша, који је и проглашен за МВП-ија.
Касније током сезоне, објављено је да ће замијенити број 8 на почетку сезоне 2006/07. и да ће узети дрес са бројем 24; у средњој школи је први пут носио дрес са бројем 24, након чега је узео број 33. Након завршетка сезоне, изјавио је за TNT, да је у својој првој сезони хтио број 24, али је био недоступан, док је број 33 био повучен због Карима Абдула Џабара; у кампу ABCD, који је организовао Adidas, носио је број 123 и изабрао је број 8 за почетак каријере сабирајући та три броја. У првој рунди плеј офа, Лејкерси су водили 3:1 у серији против Финикс санса, а у четвртој утакмици, Брајант је погодио кош за побједу у продужетку. Након побједе Санса у петој утакмици, у шестој, Лејкерси су водили шест секунди прије краја меча, али су Санси погодили за продужетак, гдје су побиједили 126:118 и изједначили на 3:3 у серији. Брајант је биљежио просјечно 27,9 поена у серији, али су Санси побиједили 121:90 у седмој утакмици и пласирали се у полуфинале конференције. Након што је постигао 50 поена, убацивши 20 од 50 шутева на шестој утакмици, критикован је јер је у другом полувремену седме утакмице шутирао само за три поена.
Током сезоне 2006/07, учествовао је на Ол-стару по девети пут, а на мечу, постигао је 31 поен, уз шест асистенција и шест украдених лопти, захваљујући чему је проглашен за најкориснијег играча Ол-стара по други пут у каријери. Током сезоне, био је умијешан у неколико инцидената на терену. На дан 28. јануара, када је покушао да ухвати лопту у финишу, замахнуо је руком и ударио играча Сан Антонија — Мануа Ђинобилија, лактом у лице. Након прегледа снимка, суспендован је на једну утакмицу, против Њујорк никса у Медисон сквер гардену. Као разлог за суспензију, објављено је да је направио неприродан покрет, замахнувши руком назад. На дан 6. марта, направио је сличан покрет, ударивши Марка Јарића из Минесота тимбервулвса. Дан касније, поново је кажњен са једном утакмицом суспензије. На првој утакмици након суспензије, 9. марта, ударио је лактом у лице Кајла Корвера, што је касније класификовано као намјерни фаул првог типа.
На дан 16. марта, постигао је рекордан број поена у сезони — 65, против Портланд трејлблејзерса, чиме су Лејкерси прекинули низ од седам пораза; то му је био други најбољи учинак у каријери. На наредној утакмици, постигао је 50 поена против Минесоте, а затим је постигао 60 поена против Мемфис гризлиса, поставши тако други играч Лејкерса у историји који је постигао најмање 50 поена на три утакмице заредом, након Бејлора 1962; такође, постао је први играч у лиги који је постигао најмање 50 поена на три утакмице заредом, након Џордана 1987. Наредног дана постигао је 50 поена против Њу Орлеанс/Оклахома Сити хорнетса, поставши тако други играч у историји који је постигао најмање 50 поена на четири утакмице заредом, након Чејмберлена који је то успио двапут, на пет и седам утакмица заредом. Сезону је завршио са укупно десет утакмица на којима је постизао 50 поена, чиме је дошао на друго мјесто, иза Чејмберлена, који је у сезони 1961/62. на 45 утакмица постизао 50 поена, а у сезони 1962/63. на 30 утакмица. Такође, освојио је награду за најбољег стријелца лиге други пут заредом. Током сезоне, његов дрес је постао најпродаванији у Сједињеним Државама и Кини. Бројни новинари су допринијели повећању продаје његовог дреса са новим бројем, као и његове константно добре игре на терену. У плеј офу, Лејкерси су поново испали у првој рунди, од Финикс санса, 4:1 у серији.

### 2007—2010: Двије титуле и финале
На дан 27. маја 2007, ESPN је објавио да је Брајант затражио да буде трејдован ако се Џери Вест не врати на чело тима, са пуним ауторитетом. Брајант је изјавио да би волио да се Вест врати, али да није тражио трејд уколико се то не деси. Ипак, три дана касније, у радио емисији Стивена Смита, изразио је бијес због „инсајдера“ у Лејкерсима, који је тврдио да је Брајант одговоран за одлазак О’Нила, изјавивши: „желим да будем трејдован“. Три сата касније, у новој изјави, рекао је да је разговарао са тренером Џексоном, да је размотрио одлуку и повукао је захтјев за трејд. Касније, појавио се видео у којем је изјавио да би центар — Ендру Бајнум, требало да буде трејдован за Ол-стар центра — Џејсона Кида.
На дан 23. децембра 2007, са 29 година и 122 дана, постао је најмлађи играч у историји лиге који је стигао до 20.000 поена, на утакмици против Њујорк никса, на којој је постигао 39 поена, уз 11 скокова и осам асистенција. На дан 28. марта, постигао је 53 поена, уз 10 скокова, у поразу од Мемфис гризлиса, што му је био најбољи учинак у сезони.
На дан 5. фебруара 2008, доживио је повреду лигамента палца, али умјесто да оде на операцију, одиграо је свих 82 утакмице. О повреди је изјавио: „волио бих да одлажем било какав хируршки захват до краја сезоне Лејкерса и Олимпијских игара овог љета. Али ово је повреда која захтијева пажњу и медицинско особље Лејкерса наставља да је надзире на дневном нивоу.“ Почетком септембра 2008, одлучио је да неће ићи на операцију.
Заједно са Пау Гасолом, који је стигао у тим, предводио је Лејкерсе до првог мјеста на Западној конференцији, са 57 побједа и 25 пораза, а у првој рунди, играли су против Денвер нагетса. На дан 6. маја, Брајант је званично добио награду МВП, по први пут у каријери, о чему је изјавио: „била је ово дуга вожња, веома сам поносан да представљам ову организацију, да представљам овај град.“ Вест, који је био заслужан што су Лејкерси довели Брајанта, био је присутан на додјели пехара, који је Брајанту предао комесар лиге — Давид Стерн, који је изјавио: „Коби га је заслужио. Имао је још једну сјајну сезону. Нимало ме не изненађује.“ Поред тога што је што је добио МВП награду, једногласно је изабран у идеални тим лиге, трећу годину заредом, а укупно шести пут у каријери. Такође, изабран је у први дефанзивни тим лиге, осми пут у каријери, заједно са Кевином Гарнетом, добивши укупно 52 поена, од чега 24 избора за прво мјесто.
У првој утакмици прве рунде плеј офа, постигао је 32 поена, од чега 18 у последњих осам минута, за побједу Лејкерса, након чега је изјавио да је већи дио утакмице био мамац за противничке играче. Лејкерси су побиједили 4:0 у серији, а Денвер је тако постао први тим са 50 побједа у регуларном дијелу сезоне који је испао у првој рунди, након Мемфиса 2004. У полуфиналу конференције, против Јуте, у првој утакмици постигао је 38 поена за побједу 109:98. Лејкерси су побиједили и на другој утакмици, али су изгубили наредне двије, иако је Брајант имао просјек од 33,5 поена по утакмици. Лејкерси су побиједили наредне двије утакмице и са 4:2 у серији, пласирали су се у финале конференције, гдје су побиједили Сан Антонио 4:1 и пласирали се у финале лиге. У финалу, играли су против Бостон селтикса; то је било пето финале за Брајанта и прво без О’Нила, а Лејкерси су изгубили 4:2 у серији.
У сезони 2008/09, Лејкерси су остварили седам побједа у првих седам утакмица, након чега су изједначили рекорд са најбољим стартом сезоне у историји тима, остваривши 17 побједа на 19 утакмица. Брајант је изабран за стартера на Ол-стару по 11 пут у каријери, а добио је награду за играча мјесеца Западне конференције за децембар и јануар, док је изабран за играча недеље у конференцији три пута. На дан 2. фебруара 2009, постигао је 61 поен против Њујорк никса, поставивши рекорд по броју постигнутих поена у Медисон сквер гардену. На Ол-стар мечу, постигао је 27 поена, уз четири асистенције, четири скока и четири украдене лопте, чиме је добио награду за најкориснијег играча Ол-стара, заједно са О’Нилом. Лејкерси су регуларни дио сезоне завршили са 65 побједа и 17 пораза, а у избору за МВП награду, завршио је на другом мјесту, иза Леброна Џејмса, док је изабран у идеални тим лиге и идеални одбрамбени тим.
У плеј офу, Лејкерси су побиједили Јуту 4:1 и Хјустон рокетсе 4:3. У финалу конференције, побиједили су Денвер 4:2 и пласирали се у финале лиге, другу годину заредом, гдје су играли против Орландо меџика. Лејкерси су побиједили 4:1; Брајант је по први пут добио награду МВП Бил Расел, за најкориснијег играча финала, а освојио је четврти шампионски прстен, са просјеком од 32,4 поена, 7,4 асистенције, 5,6 скокова, 1,4 блокаде и 1,4 украдене лопте. Постао је први играч након Веста 1969, који је у финалу имао просјек од 32,4 поена и 7,4 асистенције, а први након Џордана који је имао просјек од барем 30 поена, пет скокова и пет асистенција за побједнички тим у финалној серији.
Током сезоне 2009/10, на шест утакмица постигао је одлучујући кош у финишу, укључујући шут за три са звуком сирене против Мајамија, 4. децембра 2009. Шут је назвао једним од најсрећнијих које је икада упутио. Недељу дана касније, доживио је фрактуру авлузије десног кажипрста, на утакмици против Минесоте. Упркос повреди, одлучио је да настави да игра, умјесто да паузира како би чекао да се повреда замири. Пет дана након повреде прста, погодио је још један шут за побједу, у последњим секундама продужетка против Милвоки бакса, након што је претходно промашио шут за побједу у регуларном дијелу. Са 31 годином и 151 даном, постао је најмлађи играч који је постигао 25.000 поена у НБА, надмашивши Чејмберлена. Против Сакраменто кингса, поново је постигао одлучујућу тројку у финишу меча, као и шут за два поена за побједу против Бостона. Наредног дана, постао је најбољи стријелац у историји Лејкерса, оборивши рекорд Веста. Након што је пропустио пет утакмица због повреде чланка, вратио се на терен на утакмици против Мемфис гризлиса, гдје је постигао тројку за побједу један разлике, четири секунде прије краја меча. Двије недеље касније, против Торонто репторса, постигао је кош за побједу на шестој утакмици у сезони.
На дан 2. априла 2010, потписао је нови трогодишњи уговор, вриједан укупно 87 милиона долара. Због повреда кољена и прста, пропустио је четири од последњих пет утакмица, а укупно је, због више повреда, пропустио девет утакмица. Лејкерси су регуларни дио сезоне завршили на првом мјесту у конференцији, а у првој рунди плеј офа, играли су против Оклахома Сити тандера, које су побиједили са 4:2 у серији. У полуфиналу, побиједили су Јуту 4:0 и пласирали су се у финале конференције, гдје су играли против Финикса. У другој утакмици, Брајант је остварио 13 асистенција, поставивши рекорд каријере по броју асистенција у плеј офу, а такође, изједначио је рекорд Меџика Џонсона по броју асистенција једног играча Лејкерса. Лејкерси су побиједили 4:2 у серији и пласирали се у финале лиге трећу годину заредом. У финалу, играли су против Бостона, у репризи финала из 2008. Након шест утакмица, резултат је био 3:3 у серији, а у седмој утакмици, Бостон је водио 13 разлике на крају треће четвртине. У последњој четвртини, Брајант је постигао 10 поена, а Лејкерси су преокренули и освојили другу титулу заредом. Брајант је освојио пету титулу и други пут заредом је добио признање за најкориснијег играча финала. Такође, то је био први пут да су Лејкерси побиједили Бостон у седмој утакмици НБА финала, а Брајант је изјавио да му је то најдража од пет титула.

### 2010—2013: Без финала конференције и повреда
Изјавио је да жели да освоји шесту титулу, како би се изједначио са Џорданом. Лејкерси су сезону 2010/11. почели са осам побједа на првих осам утакмица. На утакмици, против Денвера, постао је најмлађи играч у историји НБА који је постигао 26.000 поена, Такође, остварио је први трипл дабл од 21. јануара 2009, док је, 30. јануара, на утакмици против Бостона, постао најмлађи који је постигао 27.000 поена. На дан 1. фебруара 2011, постао је један од седам играча у историји лиге, који је дошао до 25.000 поена, 5.000 скокова и 5.000 асистенција. На дан 10. фебруара, постигао је 23 поена против Бостона, од чега 20 у другом полувремену, Лејкерси су, од заостатка 15 поена побиједили 92:86. То је била прва побједа у сезони за Лејкерсе, против једног од четири водећа тима у лиги, након што су у првих пет утакмица против тих тимова, изгубили свих пет утакмица, са просјечно 11 разлике. Изабран је за Ол-стар меч, 13 пут заредом; на мечу је постигао 37 поена, уз 14 скокова и три асистенције и изабран је за МВП-ија Ол-стара по четврти пут у каријери. Током сезоне, са 12 дошао је на шесто мјесто на листи најбољих стријелаца НБА лиге свих времена, престигавши Џона Хавличека, Доминика Вилкинса, Оскара Робертсона, Хакима Олајџувона, Елвина Хејса, и Мозиза Малона. Сезону је завршио са просјеком са мање од 20 шутева по утакмици, што је било најмање од сезоне 2003/04.
На дан 13. априла 2011, НБА га је казнила са 100.000 долара због тога што је на утакмици дан раније, против Сан Антонија, судију — Бенија Адамса, увриједио због тога што је геј. Геј и лезбејска организација похвалила је одлуку, а акција за људска права објавила је да је Брајант био без поштовања; Брајант је изјавио да је спреман да расправља о томе са групом за права геј особа и да намјерава да се жали на одлуку. Касније се извинио због својих ријечи. Заједно са осталим играчима Лејкерса, послао је јавну поруку, у којој су осудили његово понашање. У плеј офу, у полуфиналу дивизије, Лејкерси су изгубили од Даласа 4:0 у серији.
Мајк Браун је замијенио Џексона на мјесту тренера Лејкерса прије почетка сезоне 2011/12, док је Брајант примио експерименталну терапију еритроцита богатих плазмом, због повреда на лијевом кољену и чланку, а сезону је почео са повредом зглоба. На дан 10. јануара 2012, постигао је 48 поена против Финикса, након чега је изјавио: „није лоше за седмог најбољег играча у лиги“, алудирајући на предсезонско рангирање играча од стране мреже ESPN. У наредне три утакмице, постигао је 40, 42 и 42 поена. То је био шести пут у каријери да је постигао 40 поена на четири утакмице заредом, чиме је дошао на друго мјесто, иза Чејмберлена, који је то успио 19 пута. На Ол-стар мечу, постигао је 27 поена, чиме је престигао Џордана, као најбољи стријелац Ол-стара. Током треће четвртине меча, након фаула Двејна Вејда, поломио је нос и имао је потрес мозга. У априлу, због повреде лијеве поткољенице, морао је да пропусти седам утакмица. Вратио се на терен три утакмице прије краја регуларног дијела сезоне, а на утакмици против Сакраменто кингса, одлучио је да не покушава да се бори за титулу најбољег стријелца; било му је потребно 38 поена да достигне Кевина Дуранта. У плеј офу, Лејкерси су другу годину заредом испали у полуфиналу дивизије, изгубили су од Оклахоме 4:1.
На почетку сезоне 2012/13, Лејкерси су довели Двајта Хауарда и Стива Неша. На дан 2. новембра 2012, постигао је 40 поена, уз двије украдене лопте, чиме је престигао Меџика Џонсона, са највише украдених лопти у историји Лејкерса, са 1,725. Лејкерси су ту утакмицу изгубили од Клиперса и почели су сезону са три пораза на прве три утакмице, први пут послије 34 године и четврти пут у историји клуба. Након скора 1—4 на старту сезоне, тренер Браун је добио отказ, а замијенио га је Мајк Д'Антони, кога је Брајант знао у дјетињству, када је са његовим оцем играо у Италији, а зближили су се током времена проведеног у тиму САД. На дан 5. децембра, против Њу Орлеанса, са 34 године и 104 дана, постао је најмлађи играч у историји НБА који је стигао до 30.000 поена, а такође, постао је тек пети играч у историји који је постигао 30.000 поена у лиги, након Чејмберлена, Џордана, Абдул Џабара и Малона. На дан 18. децембра, у побједи од 101:100 против Шарлот бобкетса, постигао је минимум 30 поена на седмој утакмици заредом, што је био најдужи низ неког играча у НБА старијег од 34 године, а такође, био му је то четврти најдужи низ у каријери. Његов низ је прекинут на утакмици против Портланд трејлблејзерса, када је у побједи од 104:87, постигао 27 поена, а није улазио у игру током четврте четвртине. Са циљем да побољша одбрану тима, Д'Антони је стављао Брајанта да чува најбољег играча противничког тима, а у утакмици против Кливленд кавалирса, чувао је Кајрија Ирвинга, који је постигао само 15 поена. Признао је да је више мотивисан у одбрани када брани боље играче, него када игра без лопте против слабијих играча. Његова одбрана је реметила противнике и пружала већу слободу Нешу.
Током већег периода на прве 42 утакмице, био је лидер лиге по броју поена. Са скором Лејкерса од 17—25 на почетку сезоне, Д'Антони је поставио Брајанта за примарног организатора игре, док је Неш помјерен на мјесто шутера. На наредне три утакмице, Лејкерси су остварили све три побједе, а Брајант је уписао 39 асистенције, барем по десет на свакој утакмици, што му је био најбољи учинак у каријери; није успио да оствари трипл дабл, на двије утакмице имао је по девет скокова и на једној осам. У марту, на двије одлучујуће побједе за улазак у плеј оф, постигао је по најмање 40 поена, уз 10 асистенција, поставши тако први играч Лејкерса са тим учинком на двије узастопне утакмице, након Веста 1970.
Како су се Лејкерси борили да обезбиједе осмо мјесто и пласман у плеј оф, због повреда других играча, Брајант је играо скоро свих 48 минута на свакој утакмици. На дан 10. априла 2013, постао је први играч у историји НБА који је остварио учинак од 47 поена, осам скокова, пет асистенција, четири блокаде и три украдене лопте на једном мечу, а два дана касније, доживио је руптуру Ахилове тетиве, на утакмици против Голден Стејт вориорса, због чега је морао да заврши сезону. Повреда је наступила након што је играо по минимум 40 минута на седам узастопних утакмица и седам узастопних четвртина на последње двије утакмице. Просјечно је играо 38,6 минута по утакмици, што му је био највећи просјек након шест година и други највећи у лиги у тој сезони, иза Дејмијана Лиларда. Генерални менаџер Лејкерса — Мич Купчак, причао је са њим о броју минута које проводи на терену, десет дана прије повреде, али је Брајант инсистирао на томе да је то потребно јер се Лејкерси боре за плеј оф. На дан 13. априла, имао је операцију и процијењено је да ће паузирати од шест до девет мјесеци. Сезону је завршио са просјеком од 27,3 поена, 5,6 скокова и 6 асистенција, са процентом шута 46,3%, а The New York Times назвао је његову игру, којом је предводио Лејкерсе до плеј офа, можда најбољом у његовој каријери. На осам утакмица у сезони постигао је 40 или више поена, а 11 пута је имао десет или више асистенција и добио је надимак „Магична мамба“, због вјештина за асистенције какве је имао и Меџик Џонсон. Проценат асистенција био му је други највећи у каријери, а проценат шута из игре био му је највећи од сезоне 2008/09. Лејкерси су сезону завршили на седмом мјесту, са 45 побједа и 37 пораза, а у плеј офу, без Брајанта, изгубили су у првој рунди од Сан Антонија, 4:0 у серији.

### 2013—2015: Без плеј офа и проблеми са повредама
Послије операције, тренинзима се вратио у новембру 2013, након што је сезона 2013/14 почела. На дан 25. новембра, продужио је уговор на још двије године, укупне вриједности од 48,5 милиона долара. Остао је најплаћенији играч у лиги, иако је прихватио мањи уговор од процијењеног, јер је сматрано да може да добије 32 милиона годишње. Његов уговор био је предмет бројних расправа, једни су сматрали да треба да прима мање новца, како би растеретио тим финансијски, док су други сматрали да је он највећа звијезда НБА лиге и да је плаћен мање од стварне вриједности. На терен се вратио 8. децембра, након што је пропустио првих 19 утакмица, а 17. децембра, постигао је 21 поен у побједи од 96:92 против Мемфиса, што му је било највише у сезони. На утакмици, претрпио је прелом гољенице, због чега је морао да паузира шест недеља. Играо је шест утакмица након прве повреде, укључујући и играње на позицији плејмејкера док су били повријеђени Неш, Стив Блејк и Џордан Фармар. Просјечно је остваривао по 23,8 поена, 6,3 асистенције и 4,3 скока. Иако није играо већи дио, изабран је од стране навијача за Ол-стар меч, што му је било 16 пут у каријери да учествује на Ол-стару. Изјавио је да није заслужио да буде изабран, док су неки сматрали да је то награда за његове успјехе током каријере. Ипак, пропустио је утакмицу јер се није опоравио од повреде кољена. На дан 12. марта 2014, Лејкерси су објавили да Брајант неће играти до краја сезоне, јер му треба још времена да се опорави у потпуности. У том тренутку, Лејкерси су имали скор 22—42, чиме су изједначили најгори негативни рекорд тима, а завршили су на претпоследњем мјесту у конференцији, са 27 побједа и 55 пораза и нису се пласирали у плеј оф први пут након 2005.
Вратио се на терен на почетку сезоне 2014/15, што му је била 19 сезона у Лејкерсима, а за тренера, умјесто Д'Антонија постављен је Брајантов бивши саиграч — Бајрон Скот. На дан 30. новембра 2014. у побједи од 129:122 против Торонта, након продужетка, остварио је 20 трипл дабл у каријери са 31 поеном, 12 асистенција и 11 скокова. Са 36 година, постао је најстарији играч у НБА који је постигао трипл дабл са 30 поена, 10 асистенција и 10 скокова, срушивши рекорд Ларија Бирда, који је 1992. са 35 година, постигао 49 поена, уз 14 скокова и 12 асистенција. На дан 14. децембра, дошао је на треће мјесто листе најбољих стријелаца НБА лиге свих времена, прескочивши Џордана, у побједи од 100:94 против Минесоте. Играо је првих 27 утакмица у сезони, на којима је просјечно биљежио 26,4 поена за 35,4 минута, а био је лидер лиге са просјечно 22,4 шута по утакмици. Ипак, тренер га је изоставио из тима на три утакмице заредом, како би се одморио након једне од најлошијих игара у сезони, када је, у поразу од 108:101 против Сакраменто кингса, имао девет изгубљених лопти, постигавши 25 поена, уз шут из игре 8 од 30. Био је осјетљив на бол у кољенима, стопалу, леђима и Ахиловој тетиви, а Скот је планирао да смањи његово оптерећење у нападу. На три утакмице у сезони, играо је преко 40 минута, а тренер је кривио себе јер га је преоптеретио након што је почео сезону у доброј форми. На почетку сезоне, имао је само 37 посто шута из игре, а Лејкерси су остварили само осам побједа, уз 19 пораза. На другој утакмици након паузе како би одморио, у побједи од 111:103 против Денвера, постигао је трипл дабл, са 23 поена, 11 асистенција и 11 скокова, поставши тако тек трећи играч у историји НБА лиге, старији од 36 година, након Чејмберлена и Кида, који је остварио трипл дабл више пута у сезони. На дан 21. јануара 2015. задобио је повреду мишића десног рамена на утакмици против Њу Орлеанс пеликанса. Иако је био дешњак, вратио се у игру, гдје је шутирао, дриблао и додавао са лијевом руком. Прије повреде, одмарао је на осам од 16 утакмица, а због повреде, морао је на операцију, због које је завршио сезону, са просјеком од 22,3 поена и процентом шута 37,3%, што му је био најгори проценат у каријери, док је на почетку сезоне имао проценат шута 45,4%.. Процијењено је да ће морати да паузира девет мјесеци, а повратак на терен се очекивао у наредној сезони. Лејкерси су сезону завршили на последњем мјесту у Западној конференцији, са 21 побједом и 61 поразом, чиме су поставили нови негативни рекорд по броју пораза у сезони, срушивши претходни који су поставили сезону раније.

### 2015/16: Последња сезона
Након што се опоравио од повреде у предсезони, задобио је повреду листа, због које је морао да пропусти последње двије егзибиционе утакмице. Ипак, опоравио се до почетка сезоне 2015/16. и стартовао је своју 20 сезону у дресу Лејкерса, чиме је оборио рекорд Џона Стоктона од 19 сезона у једном клубу. На дан 24. новембра 2015, Лејкерси су изгубили од Голден Стејта 111:77, чиме су дошли до учинка од двије побједе и 12 пораза; Брајант је постигао само четири поена, уз шут из игре 1 од 14, што му је била најгора шутерска утакмица у каријери, рачунајући утакмице на којима је упутио најмање пет шутева. На дан 1. децембра 2015. играо је последњи пут против тима из свог града — Филаделфија севентисиксерса, а Лејкерси су изгубили 103:91.
На дан 29. новембра 2015, објавио је преко платформе The Players' Tribune, да ће завршити каријеру на крају сезоне. У поеми „Драга кошарко“, написао је да се заљубио у кошарку са шест година, додавши: „љубав је била тако дубока да сам дао све од себе, од ума и тијела, до мог духа и душе. Сезона 2015/16. је све што ми је остало да дам. Моје срце може да лупа, мој ум може да меље, али моје тијело зна да је вријеме да кажем збогом. И то је у реду, спреман сам да вас пустим.“ У писму послатом навијачима Лејкерса пред почетак утакмице против Индијана пејсерса, написао је: „оно што сте ви урадили за мене, далеко је више од онога што сам ја урадио за вас... Моја љубав према овог граду, овом тиму и према свакоме од вас никада неће изблиједити. Хвала вам на овом невјероватном путовању.“
У тренутку када је објавио повлачење, био је на другом мјесту у тиму по броју минута по утакмици, са 30,8 просјечно, иза Џордана Кларксона, док је имао 16,7 шутева, уз само 15,7 поена, са процентом шута 31,5%. Проценат убачених слободних бацања му је опао у односу на просјек који је имао у каријери, док се његова игра ослањала на лажне пасове и шутеве са даљине, а забиљежио је учинак од 19,5 процената шута за три, од просјечно седам шутева, што му је био најгори учинак у каријери. На конференцији за новинаре након што је објавио да завршава каријеру, изјавио је: „иако играм као говно, радио сам веома, веома напорно да не бих играо тако и урадио сам све што сам могао. И осјећам се добро због тога.“
Тражио је од тимова против којих буде играо утакмице на гостовању, да не праве никакве церемоније на терену у његову част и да му не дају никакве поклоне у јавности. Прије него што је најавио крај каријере, био је непоколебљив у томе да не жели буку око инсцениране опроштајне турнеје, више је волио да чује повике и звиждање умјесто навијања. Ипак, поздрављен је на утакмицама широм лиге, са видео снимцима посвећеним њему и овацијама навијача, укључујући арене у којима су му навијачи стално звиждали, као што су ТД гарден у Бостону, Велс Фарго центар у Филаделфији, Слип трејн арена у Сакраменту и Вивијен смарт арена у Солт Лејк Ситију. Претходно, био је поштован, али не и обожаван и био је запањен навијањем које је сада добијао.
На дан 3. фебруара, постигао је 38 поена, од чега седам тројки, укључујући 14 од 18 поена Лејкерса у последњих пет минута, за побједу од 119:115 против Минесоте, чиме су Лејкерси прекинули низ од десет пораза заредом, што је био најдужи низ пораза у историји тима. Постао је четврти играч у историји лиге старији од 37 година, након Малона, Абдул Џабара и Џордана, који је постигао 35 поена, уз пет скокова и пет асистенција. Добио је 1,9 милиона гласова за Ол-стар, што је било највише од свих играча, испред Стефа Карија са 1,6 милион. Пошто се премјестио на позицију крила, по први пут је на тој позицији стартовао Ол-стар. На првом Ол-стару након 2013, постигао је десет поена, уз шест скокова и седам асистенција. Саиграчи су хтјели да му додају лопте како би још једном био МВП, али је одбио.
На последњој утакмици у НБА лиги, 13. априла, у побједи од 101:96 против Јута џеза, постигао је 60 поена, што му је било највише у сезони, а у последњој четвртини, постигао је 22 поена, док је цијели тим Јуте постигао 21. Са 37 година и 234 дана, постао је најстарији играч који је постигао 60 поена у историји НБА лиге. Лејкерси су сезону завршили са 17 побједа и 65 пораза, поново поставивши нови негативни рекорд.

## Репрезентативна каријера
Одбио је да игра на Олимпијским играма 2000. јер се женио након завршетка НБА сезоне. Такође је одлучио да не игра на Свјетском првенству 2002, а првобитно је укључен у тим за Америчко првенство 2003, али се повукао због операције кољена и рамена. Наредне године, одлучено је да не игра на Олимпијским играма 2004. због тужбе за сексуални напад која је била у току. Заједно са Леброном Џејмсом, био је уврштен у прелиминарни списак репрезентације за период од 2006. до 2008. али је поново морао да се повуче због операције кољена и пропустио је Свјетско првенство 2006
Каријеру у репрезентацији Сједињених Америчких Држава почео је 2007, када је учествовао на Америчком првенству, на којем је САД освојила златну медаљу, са свих десет побједа и квалификовала се за Олимпијске игре 2008. Био је стартер на свакој утакмици на првенству, а просјечно је биљежио 15,3 поена, 2,9 асистенција, 2,0 скокова и 1,6 украдених лопти по утакмици.
На дан 23. јуна 2008, уврштен је у списак репрезентације за Олимпијске игре 2008. што му је било прво учешће на Играма. На дан 24. августа 2008, у побједи од 118:107 против Шпаније у финалу, постигао је 20 поена, од чега 13 у четвртој четвртини и освојио је прву златну медаљу, а то је такође била прва златна медаља за САД након 2000.
У репрезентацију се вратио на Олимпијске игре 2012, гдје је освојио још једну златну медаљу, након чега је одлучио да заврши репрезентативну каријеру. Каријеру у репрезентацији, завршио је са скором од 26 побједа и без пораза на три турнира, освојивши златну медаљу сваки пут.

## Профил и стил игре
Брајант је примарно играо на позицији бека. Био је висок 1,98 m, а тежак 98 kg, док је током каријере, био означен као један од најбољих шутера. Често је упоређиван са Џорданом, по коме је и формирао стил игре. Као и Џордан, постао је препознатљив по шуту на скоку уз корак назад. Крис Балард, из часописа Sports Illustrated, описао је његов други познати потез као „убодни корак и пауза“. Брајант је ногу истурао напријед, како би се одбрамбени играч опустио, али умјесто да је врати назад, одгурнуо би се од ње, прошао поред играча и долазио до коша.
Стекао је репутацију играча који узима шутеве у одлучујућим тренуцима неизвјесних утакмица, чак иако га чувају двојица или тројица играча, а такође је означен као један од најбољих играча у НБА када је у питању одлучујући шут. Године 2012, у годишњој анкети међу тренерима, по десети пут заредом је изабран за играча кога би вољели да шутира одлучујући шут. Уживао је у томе да буде негативац и да му навијачи звижде, након чега би утишавао публику својим играма. Његове способности да узима тешке шутеве, довеле су до критика због његове селекције шута. Током каријере, критикован је због тога што је себичан и узима велики број шутева; промашио је више шутева из игре него било који други играч у историји НБА лиге, а 2014. је оборио рекорд Хавличека од 13,417 промашених шутева, док је каријеру завршио са 14,481 промашајем из игре. Фил Џексон, који му је био тренер више година, изјавио је: „има тенденцију да форсира акцију, посебно када игра не иде његовим током. Када је његов ударац искључен, Коби ће немилосрдно ударати док му се срећа не преокрене.“ Брајант је сам изјавио: „ишао бих на 0 од 30 прије него што бих 0 од 9; 0 од 9 значи да сте побиједили себе, избацили се из игре.“
Поред способности у нападу, такође је био познат као добар одбрамбени играч. Ријетко је правио фаулове приликом блокада, за шта је изјавио да вјерује да је допринјело да поштеди тијело и допринјело његовој дуговјечности. Многи су критиковали његову игру у каснијим годинама, наводећи да је његов статус као доброг одбрамбеног играча више било због његове репутације него стварне игре.
Често је хваљен због своје радне етике. Током првих 16 година, његово тијело је било еластично, а прешао је праг бола јер је често играо под повредама. Као жесток такмичар, Брајант је противнике и саиграче подједнако учинио предметима своје поруге. Многи играчи су сматрали да је са њим тешко играти због високог нивоа посвијећености и перформанси. Према новинару часописа Forbes — Марку Хајслеру, био је најотуђенија звијезда НБА лиге коју је икад видио. Након одласка О’Нила, предводио је Лејкерсе до двије титуле, а у том периоду, био је више ментор саиграчима него што је био раније у каријери. Фил Џексон је изјавио да је највећа разлика између првог и другог периода када је био тренер Лејкерса та у обраћању Брајанта саиграчима. Изјавио је да је током првог периода Брајант обично говорио саиграчима: „дај ми проклету лопту“, док се касније више дружио са њима, звао их кад су били на путу, а такође их је позивао на вечеру, јер је почео да их сматра партнерима, а не његовим личним носачима копља.

## Заоставштина
Комесар НБА — Адам Силвер, назвао га је једним од најбољих кошаркаша свих времена, а часопис The New York Times, написао је да је он имао једну од најодликованијих каријера у историји спорта. Reuters га је назвао неоспорно најбољим играчем своје генерације, док су га Sporting News и TNT, прогласили њиховим играчем деценије 2000-те. Године 2008. и поново 2016, ESPN га је сврстао на друго мјесто најбољих бекова свих времена, иза Џордана. Играчи, укључујући Кевина Дуранта, Дирка Новицког, Двејна Вејда и Дерика Роуза, назвали су га верзијом Џордана из њихове генерације. Часопис The Press-Enterprise, описао га је као можда најбољег играча у историји Лејкерса. Најбољи је стријелац у историји Лејкерса, а са пет титула, изједачен је на првом мјесту са највише титула једног играча клуба. На дан 18. децембра 2017, дресови са бројевима 8 и 24, које је носио у каријери, повучени су из употребе у Лејкерсима.
Са просјеком у каријери од 25,0 поена, 5,2 скока, 4,7 асистенција и 1,4 украдене лопте по утакмици, сматран је једним од најкомплетнијих играча у историји НБА лиге. Постао је први играч у историји НБА који је дошао до 30.000 поена и 6.000 асистенција, а такође је један од четворице играча са 25.000 поена, 6.000 скокова и 6.000 асистенција. Био је најбољи стријелац лиге у сезонама 2005. и 2006; његових 81 поен на утакмици против Торонта 2006. био је други највећи број поена које је играч постигао на једном мечу у историји НБА, иза Чејмберлена са 100 поена. Минимум 50 поена на утакмици постигао је 24 пута у каријери, по чему је на трећем мјесту у лиги, иза Чејмберлена који је то успио 118 пута и Џордана који је то успио 31 пут; по минимум 60 поена постигао је шест пута у каријери. Постао је трећи играч у историји НБА који је у једном мјесецу имао просјек од 40 поена по утакмици, што је успио да уради четири пута, иза Чејмберлена који је то успио 15 пута и Бејлора који је то остварио једном. Проглашен је за МВП-ија лиге 2008. када је предводио Лејкерсе до финала са првог мјеста западне конференције. На Олимпијским играма 2008. освојио је златну медаљу са репрезентацијом Сједињених Америчких Држава, а тим је често називан „окупљени тим“, јер већина звијезда НБА није играла. Освојио је златну медаљу и на Олимпијским играма 2012, а предводио је Лејкерсе до освајања титуле 2009. и 2010, а оба пута је добио награду МВП за најкориснијег играча финала.
На Ол-стар мечу играо је 18 пута, по чему је на другом мјесту, иза Абдул Џабара са 19. Изабран је рекордних 18 пута заредом, сваки пут у стартној постави, а четири пута — 2003. 2011. 2013. и 2016, освојио је највише гласова навијача. За најкориснијег играча Ол-стара проглашен је четири пута, по чему је рекордер, заједно са Петитом. Укупно је 15 пута изабран у прва три идеална тима лиге, по чему је на другом мјесту, заједно са Абдул Џабаром и Тимом Данканом, иза Леброна Џејмса; укупно је 11 пута изабран у први тим, по чему је изједначен на другом мјесту са Карлом Малоном, такође иза Леброна Џејмса. Укупно је 12 пута изабран у прва два идеална одбрамбена тима, по чему је на другом мјесту, заједно са Кевином Гарнетом, иза Данкана који је изабран 15 пута; такође, изабран је девет пута у први одбрамбени тим, по чему је изједначен са Џорданом, Гарнетом и Пејтоном са највише избора икада. Постао је први бек који је играо 20 сезона у НБА, а такође је побиједио на такмичењу у закуцавању 1997, поставши тако најмлађи побједник. Током каријере, постигао је 40 или више поена на 121 утакмици, док је 21 пут остварио трипл дабл.
Током плеј офа 2020, Лејкерси су играли у дресовима на којима је писало „Црна мамба“, у почаст Брајанту. Дресове је дизајнирао сам Брајант, а у обрасцу су змијске коже са жутим акцентом и 16 звијезда, које су представљале 16 титула Лејкерса у то доба. На другој утакмици, у побједи против Денвер нагетса у финалу конференције, Ентони Дејвис је погодио тројку са звуком сирене, након чега је узвикивао Брајантово име, док су носили дресове „Црна мамба“. Након побједе у другој утакмици, Леброн Џејмс је о мајицама које су носили изјавио:
„Увијек је посебно представљати некога ко је толико значио, не само за игру, већ и за организацију Лејкерса више од 20 година. Да бисмо га почастили, налазећи се на поду, о томе се и ради.“

## Ван терена

### Приватни живот
Брајант је био најмлађи од троје дјеце. Одрастао је са двије старије сестре — Шеријом и Шајом, а био је у блиским односима са њима до његове смрти.
У новембру 1999, тада 21-годишњи Брајант упознао је Ванесу Лејн, која је имала 17 година, док је радила као играчица у позадини у за видео спот за пјесму G'd Up триа Tha Eastsidaz, који су чинили Снуп Дог, Треј Ди и Голди Лок. Брајант је био у истој згради, гдје је радио на свом првом албуму; почели су да излазе и шест мјесеци касније, у мају 2000. вјерили су се, док је Лејнова и даље била у средњој школи Марина, у Хантингтон Бичу. Како би избјегли медијску пажњу, средњу школу је завршила путем самосталног учења. Према рођаци Ванесе Лејн — Лајли Лејн, нису потписали предбрачни уговор; Лајла је изјавила да је Брајант волио Ванесу превише да би склопио уговор.
Вјенчали су се 18. априла 2001, у католичкој цркви Сент Едвард, у Делта Појнту, у Калифорнији. Вјенчању нису присуствовали његови родитељи, његове двије сестре, дугогодишњи савјетник и агент — Арн Телем, као ни његови саиграчи из Лејкерса. Његови родитељи нису присуствовали из бројних разлога, а као главни, наведено је то што Ванеса није Афроамериканка; Ванесин отац је мексичко—италијанског поријекла, а мајка мексичко—филипинског. То је довело до затегнутих односа прве двије године, који су се поправили након што су Коби и Ванеса добили прву ћерку.
Његова прва ћерка рођена је у јануару 2003, а са њеним рођењем, Брајант се помирио са родитељима. Године 2005, Ванеса је имала ванматеричну трудноћу због чега је имала спонтани побачај. Њихова друга ћерка — Ђијана Марија Оноре, којој су дали надимак Ђиђи, рођена је у мају 2006. На дан 16. децембра 2011, Ванеса је поднијела захтјев за развод, позивајући се на непомирљиве разлике, а пар је затражио заједничко старатељство над ћеркама. На дан 11. јануара 2013, обоје су објавили на друштвеним мрежама да су одустали од развода. Почетком децембра 2016, добили су трећу ћерку, а у јануару 2019. објавили су да чекају четврту ћерку, која је рођена у јуну 2019.
Брајант је католик, а изјавио је да су му вјера и свјештеник помогли током тешких тренутака, као што је било након што је оптужен за силовање. Вођа у црквеном хору, изјавила је да је инспирисана Брајантовом вјером и поштовањем које јој показује. Заједно са породицом, редовно је посјећивао цркву Наша госпа краљица од анђела, у Њупорт бичу. Заједно са ћерком Ђијаном, примио је евхаристију неколико сати прије него што су погинули.
Брајант је био полиглота, причао је енглески, италијански и шпански језик. Себи је дао надимак „Црна мамба“, због жеље да својим кошаркашким вјештинама опонаша змију црна мамба и њен напад са 99% прецизности при максималној брзини, више пута узастопно. Током сезоне 2012/13, назвао је себе „вино“, како би описао своју игру, за коју је рекао да је све боља што је старији, као вино.
У јануару 2002, купио је кућу у медитеранском стилу, за око четири милиона долара, у Њупорту, а продао је у мају 2015.
Године 2013, имао је правних несугласица са аукцијском кућом око сувенира из почетних година каријере, које је његова мајка дала на аукцију. Брајантова мајка је од аукцијске куће за предмете добила 450.000 долара и тврдила је да јој је Брајант дао права на предмете који су остали у њеном дому. Међутим, Брајантови адвокати затражили су од аукцијске куће да врате предмете. Прије заказаног суђења, постигнута је нагодба којом се аукцијској кући омогућава продаја мање од 10% предмета. Брајантови родитељи су му се у писаној изјави извинили због неспоразума и цијенили финансијску подршку коју им је пружао током година.
Био је дугогодишњи навијач НФЛ тима из његовог града — Филаделфија иглса. Такође, био је навијач Барселоне, Милана и Манчестер Ситија.
Према часопису Forbes, током каријере зарадио је око 680 милиона долара, што је било, у том тренутку, више од било којег другог спортисте из тимских спортова.

#### Оптужба за сексуални напад
На љето 2003, шерифова канцеларија у Иглу, ухапсила је Брајанта у вези са истрагом тужбе за сексуално злостављање коју је поднијела 19-годишња радница хотела. Брајант се пријавио у хотелу „The Lodge and Spa“, у Кордиљери у Иглу, прије него што је оперисан у близини. Дјевојка је изјавила да ју је Брајант силовао у својој хотелској соби ноћ прије него што је требало да оде на операцију. Брајант је признао прељубу и да је имао сексуалне односе са девојком, али је негирао њене наводе о сексуалном злостављању.
Оптужба је нарушила Брајантову репутацију, а перцепција јавности о њему је нагло пала; раскинути су спонзорски уговори које је имао са компанијама McDonald's и Nutella, а продаја његовог реплика дреса је значајно опала. Међутим, у септембру 2004. тужиоци су одустали од случаја напада након што је дјевојка кога га је тужила одлучила да не свједочи на суђењу. Послије тога, Брајант је пристао да јој се извини за инцидент, укључујући и јавно извињење, у којем је рекао:
„Иако заиста вјерујем да је овај сусрет између нас био споразуман, сада препознајем да она није и не гледа овај инцидент на исти начин као и ја. Послије мјесеци преиспитивања открића, слушања њеног адвоката, па чак и личног свједочења, сада схватам како она осјећа да није пристала на овај чин.“
Дјевојка је поднијела засебну тужбу против Брајанта, коју су двије стране ријешиле приватно.

### Спонзорства
Прије почетка сезоне 1996/97, потписао је шестогодишњи уговор са компанијом Adidas, вриједан 48 милиона долара. Прве патике са његовим потписом био је модел Equipment KB 8. Прије тога, појавио се у реклами за компанију The Coca-Cola Company, како би промовисао спрајт, ново пиће компаније; такође, учествовао је у реклами за McDonald's, промовисао је нову лопту у НБА компаније Spalding, а појавио се и у рекламама за компаније Upper Deck, Ferrero SpA и Russell Corporation, а појавио се у сопственој серији видео игара од стране компаније Nintendo. Многе компаније, као што су McDonald's и Ferrero SpA, раскинули су уговоре са њим након оптужби за силовање. Битан изузетак је била компанија Nike, Inc., која је потписала петогодишњи уговор са њим прије инцидента, вриједан од 40 до 45 милиона долара. Међутим, одбили су да користе његову слику или пласирају нови модел његових ципела током године, али су почели да га промовишу након што се његов имиџ поправио, двије године касније. Након тога, обновио је уговор са компанијом The Coca-Cola Company, преко њихове помоћне компаније — Energy Brands, како би промовисао њихов бренд пића витаминске воде. Појавио се на насловници за видео игру NBA '07: Featuring the Life Vol. 2, а учествовао је у реклами за видео игру Guitar Hero World Tour, са Тонијем Хоком, Мајклом Фелпсом и Алексом Родригезом 2008, као и за видео игру Call of Duty: Black Ops, заједно са Џимијем Кимелом 2010.
У видео промоцији за модел ципела компаније Nike — Hyperdunk, изгледало је као да скаче преко Астон Мартина који убрзава. Сматрано је да је акробација лажна, а Los Angeles Times је написао да би, да је акробација права, то вјероватно било кршење уговора са Лејкерсима. Након промоције, изашло је четврто издање ципела са његовим потписом — Zoom Kobe IV, док је 2010. Nike промовисао пето издање — Nike Zoom Kobe V. Године 2009, потписао је уговор са компанијом Nubeo, која је покренула производњу едиције спортских луксузних сатова — „Black Mamba collection“, који коштају од 25.000 до 285.000 долара. На дан 9. фебруара 2009, нашао се на насловној страни часописа ESPN The Magazine, али не због кошарке, већ због тога што је велики навијач Барселоне. CNN је 2007. процијенио вриједност његових уговора на око 16 милиона долара годишње. Године 2010, Forbes га је сврстао на треће мјесто по заради у конкуренцији спортиста, иза Тајгера Вудса и Џордана, са укупном зарадом од 488 милиона долара.
На дан 13. децембра 2010. потписао је двогодишњи уговор са турском авио компанијом Turkish Airlines. Учествовао је у промотивном видео споту за компанију, који је приказан у преко 80 држава, а поред тога, његов лик коришћен је у дигиталним, штампаним и рекламама на билбордима.
У септембру 2012, учествовао је у реклами за компанију Turkish Airlines, заједно са фудбалером Барселоне — Лионелом Месијем, а у реклами, њих двојица су се надметали за пажњу младог момка. Године 2013, часопис Forbes га је сврстао на пето мјесто најплаћенијих спортиста, иза Флојда Мејведера, Кристијана Роналда, Леброна Џејмса и Лионела Месија.
Током каријере, појавио се на омоту за више видео игара:
- Kobe Bryant in NBA Courtside[463]
- NBA Courtside 2: Featuring Kobe Bryant[464]
- NBA Courtside 2002[465]
- NBA 3 On 3 Featuring Kobe Bryant[466]
- NBA '07: Featuring the Life Vol. 2[467]
- NBA '09: The Inside[468]
- NBA 2K10[469]
- NBA 2K17 (Legend Edition; Legend Edition Gold)[469]
- NBA 2K21 (Mamba Forever Edition)

Био је један од глобалних амбасадора Свјетског првенства у кошарци 2019, у Кини, уз Дирка Новицког и Јао Минга.

### Музика
У средњој школи, био је дио реп групе по имену CHEIZAW, названој по банди „Chi Sah“ из филма Дјечак са гвозденом руком. Група је потписала уговор са компанијом Sony Entertainment, чији је циљ био да угаси групу и да Брајант снима сам. Наступио је на концерту групе Sway & King Tech и снимио је стих за ремикс пјесме Брајана Мекнајта — „Hold Me”. Појавио се и у албуму Шакила О’Нила — Respect, гдје је учествовао у пјесми „3 X's Dope“, али његово име није споменуто у заслугама.
Компанија Sony га је одвукла од реп музике коју је пјевао, према више отвореној музици за радио. Објављивање његовог дебитантског албума — Visions је било заказано за 2000. Први сингл — "K.O.B.E'", објављен је у јануару 2000. и извођен је на Ол-стар викенду тог мјесеца; у пјесми учествује и супермодел — Тајра Бенкс, која пјева гут музику. Пјесма није остварила добар успјех, због чега је Sony одустао од планова за албум, који није никад објављен, а касније током године, раскинули су уговор са Брајантом. Предсједник компаније, који је потписао уговор са Брајантом, већ је био отишао, а остали чланови који су му пружали подршку, напустили су га. Након тога, основао је сопствену издавачку кућу — Heads High Entertainment, али је угашена након годину дана. Године 1999, појавио се у ремиксу за пјесму "Say My Name", од групе Destiny's Child.
Године 2011, учествовао је у синглу "The Heaven and Earth Challenge", тајванског пјевача — Џеј Чоуа. Приходи од преузимања сингла и музике, донирани су сиромашним школама, за кошаркашка постројења и опрему. Такође се појавио у видео споту за сингл, а спот је коришћен за промоцију спрајта у маркетиншкој кампањи 2011. у Кини.
Године 2009, амерички репер — Лил Вејн, објавио је пјесму под називом "Kobe Bryant". Такође, 2010, амерички репер — По Барака, објавио је пјесму под називом "Kobe Bryant On'em", која је и уврштена на његов албум — Lions and Liars. Године 2012, амерички репер — Чиф Киф, објавио је пјесму под називом "Kobe". Пјесма се нашла на његовом дебитантском албуму — Finally Rich, као дио делукс издања.

### Филм и телевизија
Деби као глумац имао је 1996, када се појавио у епизоди друге сезоне серије Moesha, гдје је глумио са звијездом серије — Бренди Норвуд, која је неколико мјесеци раније, у мају 1996. била његова пратиља на матури. Исте године, појавио се у епизоди серије Arli$$ — „What About the Fans?“ и у епизоди серије Сестро, сестро — „Kid-Napped“; у обје серије глумио је самога себе. Године 1997, појавио се у епизоди серије Вријеме за дружење, након чега се појавио у епизоди скеч серије мреже Nickelodeon — Све то, 1998. Исте године, био је први избор Спајка Лија за улогу Хесуса Шатлсворта у филму Добио је игру, али је одбио улогу, изјавивши: „ово љето је превише за мене“. Улогу је касније добио Реј Ален, док је у главној улози Дензел Вошингтон.
Године 2009, Спајк Ли је снимио документарни филм Коби ради посао, који је приказивао Брајанта у сезони 2007/08.
Године 2018, постао је први Афроамериканац који је добио Оскара за најбољи анимирани краткометражни филм, као и први бивши професионални спортиста који је био номинован и добио Оскара у било којој категорији, за филм Драга кошарко. Филм је такође добио награду Еми за најбољи спортски филм и награду Ени за најбољи краткометражни анимирани филм. Филм је продуцирала његова продукцијска компанија — Granity Studios. Разговарао је са Брусом Смитом, око будућих анимираних пројеката, последњих шест мјесеци прије смрти, а план му је био да покрене сопствени студио за анимације.
Почетком 2018, написао је, продуцирао и угостио серију Detail, која је снимљена у више сезона, а приказивана је на каналима ESPN и ESPN+. Састоји се од његових од његових упута у кошарку, као и анализа утакмица и играча. Године 2019, учествовао је у забавном шоуу канала MTV — Ridiculousness.

#### Филмографија
| Година | Назив филма           | Улога         | Напомене |
| ------ | --------------------- | ------------- | --- |
| 1996.  | Moesha                | Тери Хајтауер | |
| 1996.  | Arli$$                | Себе          | Епизода: "What About the Fans?"                                                                                   |
| 1996.  | Сестро, сестро        | Себе          | Епизода: "Kid-Napped"                                                                                             |
| 1997.  | Вријеме за дружење    | Себе          | |
| 1998.  | Све то                | Себе          | |
| 2000.  | Бети                  | Себе          | |
| 2009.  | Коби ради посао       | Себе          | |
| 2010.  | Модерна породица      | Себе          | |
| 2014.  | Новицки, савршени шут | Себе          | |
| 2015.  | Тата је кући          | Себе          | |
| 2015.  | Муза Кобија Брајанта  | Себе          | Такође извршни продуцент                                                                                          |
| 2017.  | Драга кошарко         | Себе          | Такође писац и извршни продуцент; добитник Оскара за најбољи анимирани краткометражни филм.                       |
| 2017.  | Musecage              | Себе          | Такође креатор и писац, продуцент и Granity Studios за ESPN и ESPN+                                               |
| 2018.  | Detail                | Себе          | Такође креатор и писац; 18 епизода као домаћин, 16 епизода као писац; продуцент и Granity Studios за ESPN и ESPN+ |
| 2020.  | Последњи плес         | Себе          | Епизода 5 |

### Филантропија
Био је званични амбасадор за непрофитну организацију — After-School All-Stars (ASAS), која обезбјеђује ваншколске активности за дјецу у 13 америчких држава. Такође, покренуо је добротворни фонд Коби Брајант, у Кини, у сарадњи са фондацијом Сонг Чинг Линг, коју подржава кинеска влада. Фонд је прикупљао новац широм Кине, за образовање и здравствени програм. На дан 4. новембра 2010, био је на церемонији представљања видео игре Call of Duty: Black Ops, на аеродрому Санта Моника, заједно са Заком Брафом, а на церемонији, њих двојица су уручили чек од милион долара непрофитној организацији Call of Duty Endowment, која помаже ветеранима да се прилагоде свакодневном животу након завршетка служења у војсци.
Заједно са женом, основао је породични фонд Коби и Ванеса (KVBFF), чији циљеви су „помоћ младим људима у невољи, подстицање развоја физичких и социјалних вјештина кроз спорт и помоћ бескућницима.“ Говорио је о неправди усмјереној према бескућницима које људи сматрају кривим за своју ситуацију, рекавши да бескућништво не треба занемарити или му дати мали приоритет. Такође, рекао је да од живота жели више од успјешне кошаркашке каријере.
Брајант и његова жена су чести донори Националног музеја афроамеричке историје и културе, којем је донирао опрему коју је носио у финалу НБА лиге 2008, када је добио награду за МВП-ија. Током живота, испунио је преко 200 захтјева фондације Замисли жељу.

### Бизнис
Основао је компанију Kobe Inc. за посједовање брендова у спортској индустрији. Почетна инвестиција у било му је 10% удјела у компанији Bodyarmor SuperDrink, за 6 милиона долара, у марту 2014. Сједиште компаније је у Њупорт Бичу. У компанији The Coca-Cola Company, купио је дионице за минимални улог, у августу 2018, а вриједност дионица порасла је на око 200 милиона долара.
Године 2013, основао је продукцијску кућу — Granity Studios, која је развијала различите медије, од филмова до телевизијских шоуа и романа.
На дан 22. августа 2016, заједно са бизнис партнером — Џефом Стибелом, покренуо је предузетнички капитал — Брајант—Стибел, а компанија је била оријентисана на различите области, укључујући медије, податке, игре и технологију, са капиталом од 100 милиона долара. Године 2018, заједно са компанијом Sports Academy, покренуо је компанију — Mamba Sports Academy, заједнички атлетско тренажни бизнис подухват, а академија је отворена у Таузанд Оуксу и Редондо Бичу.

### Књиге
На дан 23. октобра 2018, његова књига — Менталитет мамбе: Како ја играм, са фотографијама и поговором Ендруа Бернстајна, уводом Фила Џексона и предговором Пау Гасола, објављена је од стране издавачке куће MCD / Farrar, Straus and Giroux. Књига је о његовој каријери, са сликама и његовим освртима.
Прије смрти, радио је са бразилским писцем — Паулом Коељом, на дјечијој књизи која је имала циљ да надахне сиромашну дјецу. Послије Брајантове смрти, Коељо је нацрт избрисао, рекавши у интервјуу да „нема смисла објављивати без њега“. Није рекао колико је страница написано нити да ли је књига имала наслов.
Такође, био је коаутор и продуцент неколико романа за младе одрасле особе, преко компаније: Визенард серија: Тренинг камп, Легат и краљица и Епока: Дрво Екрофа. Четврти роман — Визенард серија: Сезона један, објављен је постхумно, у марту 2020. Роман се нашао на врху листе романа са тврдим повезом у средњим школама.

## Смрт

### Несрећа
На дан 26. јануара 2020, у 9:06 ујутру, по пацифичком стандардном времену (UTC-8), хеликоптер Sikorsky S-76 полетио је са аеродрома Џон Вејн из округа Оринџ, у Калифорнији, са укупно девет путника: Брајант, његова 13-годишња ћерка Ђијана, шест породичних пријатеља и пилот. Хеликоптер је регистрован у корпорацији Island Express Holding Corp., у Филмору, према подацима мреже Секретаријата Калифорније. Група је путовала на аеродром Камариљо, у Округу Вентура на кошаркашку утакмицу у оквиру спортске академије Мамба, у Таузанд Оуксу.
Због слабе кише и магле тог јутра, хеликоптери полиције Лос Анђелеса и већина других комерцијалних хеликоптера и авиона били су приземљени. Трагач лета показао је да је хеликоптер кружио изнад зоолошког врта Лос Анђелеса, због густог ваздушног саобраћаја на том подручју. У 9:30 ујутру, пилот је контактирао контролни торањ аеродрома Бурбанк, обавијестивши их о ситуацији и речено му је да лети прениско да би га радар пратио и да мора да се уздигне више. У то доба, хеликоптер се нашао у великој магли и окренуо се ка југу према планинама. У 9:40 ујутру, хеликоптер се брзо попео са 370 на 610 m надморске висине.
У 9:45 ујутру, хеликоптер се срушио на бок планине у Калабасасу, око 48 km сјеверозападно од центра Лос Анђелеса и почео је да гори. Брајант, његова ћерка и осталих седам путника су погинули. Првобитни извјештаји показивали су да се хеликоптер срушио у брда изнад Калабасаса, због велике магле. Свједоци су изјавили да су чули хеликоптер који је био у проблемима прије пада.

### Истрага
Узрок пада није познат, јер хеликоптер није био опремљен са црном кутијом. Савезна управа за ваздухопловство, Национални одбор за безбједност саобраћаја и ФБИ покренули су истраге о паду. На дан 28. јануара, Брајантов идентитет је званично потврђен помоћу отисака прстију. Следећег дана, Одјељење медицинског испитивача—патолога округа Лос Анђелеса, изјавило је да је званични узрок смрти за њега и још осам особа у хеликоптеру, траума тупе силе.
Годину дана након пада, 9. фебруара 2021, NTSB, открио је да је лоша видљивост вјероватно довела до тога да је пилот — Ара Зобајан постао толико дезоријентисан у густој магли сјеверно од Лос Анђелеса да није могао да опази гдје иду одоздо. Пет чланова одбора, такође је рекло да је Зобајан, који је такође погинуо у несрећи, игнорисао своју обуку и прекршио савезне прописе током 40-минутног лета.

### Почаст и погребне услуге
На дан 7. фебруара, Брајант и његова ћерка сахрањени су на приватној сахрани у насељу Корона дел Мар у Њупорт Бичу. Јавни помен одржан је 24. фебруара, а бројеви 2 и 24 представљају бројеве на дресовима које су носили Коби и Ђијана. Помен је одржан у Стејплс центру, а Џими Кимел је био домаћин; говорили су Ванеса Брајант, Џордан, О’Нил, Дијана Таураси и Ђено Ауријема.
НБА је одложила утакмицу Лејкерса против Клиперса, која је требало да се игра два дана након пада хеликоптера, 28. јануара, што је био први пут да је нека утакмица НБА лиге била отказана из било ког разлога од бомбашког напада на Бостонском маратону 2013, због којег је отказана утакмица Бостон селтикса. На дан 30. јануара, одиграна је прва утакмица у Стејплс центру након несреће, између Клиперса и Сакраменто кингса; Клиперси су одали почаст Брајанту прије почетка меча, док је Пол Џорџ био наратор видеа. Наредног дана, Лејкерси су одали почаст Брајанту и свима који су погинули у несрећи: церемонија је одржана на полувремену, Ашер је пјевао пјесму „Amazing Grace“, група Boyz II Men је изводила националну химну, Виз Калифа и Чарли Пут су заједно изводили пјесму „See You Again“, коју су првобитно изводили како би одали почаст Полу Вокеру, који је погинуо док је снимао филм Паклене улице 7. Такође, прије почетка утакмице, Леброн Џејмс је одржао говор, а сваки играч у тиму најављен је са Брајантовим именом. Утакмица је била друга најгледанија у историји канала ESPN, са око 4,41 милионом гледалаца.
Такође, на утакмица између Сан Антонија и Торонта, на дан пада авиона, играли су одали почаст Брајанту тако што су намјерно кршили правила на првом посједу, или правило од 24 секунде за напад или правило од 8 секунди за пренос лопте преко пола терена, због бројева које је носио у каријери. На дан 15. фебруара, комесар НБА — Адам Силвер, објавио је да ће МВП награда за најкориснијег играча Ол-стара бити преименована у МВП Коби Брајант, у његову част. У мају 2020, спортска академија Мамба преименована је у Спортска академија; у знак поштовања према Брајанту, повучено је из употребе име Мамба.
Награда Греми, одржана је по плану у Стејплс центру, на дан пада хеликоптера, гдје су многи извођачи и групе одали почаст Брајанту, укључујући уводни опроштајни говор водитељке — Алише Киз, која је заједно са групом Boyz II Men пјевала пјесму „It's So Hard to Say Goodbye to Yesterday“. Одата му је почаст и на отварању додјеле Оскара, а Спајк Ли је носио одијело у његову част. Није поменут на додјели MTV награда и Емија, који су одржани касније током године. Гледаоци су били узнемирени због тога, нарочито јер је на обје награде одата почаст глумцима — Чедвику Боузману и Наји Ривери; након што су Ривера и Боузман умрли у јулу и августу 2020, а њих троје су након тога упоређивани и бројни медији су објавили да је изостављање Брајанта било неоправдано. Про боул 2020, одржан је такође на дан несреће, а прије почетног ударца, играчи, предвођени квотербеком Раселом Вилсоном, одржали су молитву након што су чули за пад авиона, а затим је спроведено више почасти на терену током утакмице.
Након што су Лејкерси побиједили Мајами хит у шестој утакмици финала НБА 2020, чиме су Лејкерси освојили 17 титулу и прву од 2010. када их је предводио Брајант, репер и навијач Лејкерса — Снуп Дог, одао је признање Брајанту и Лејкерсима са тетоважом на подлактици.
У част Брајанту, Далас маверикси су повукли број 24 из употребе. У мају 2021. постхумно је примљен у кућу славних, увео га је Џордан, а његова супруга — Ванеса, одржала је говор у част пријема.

### Статистика каријере
| † | Године када је освајао НБА лигу |
|   | Најбољи у лиги                  |

#### Регуларна сезона
| Сезона    | Екипа                | ОУ    | СУ    | МПУ  | ПШ%  | 3П%  | СБ%  | СПУ | АПУ | УПУ | БПУ | ППУ   |
| --------- | -------------------- | ----- | ----- | ---- | ---- | ---- | ---- | --- | --- | --- | --- | ----- |
| 1996/97.  | Лос Анђелес лејкерси | 71    | 6     | 15.5 | .417 | .375 | .819 | 1.9 | 1.3 | .7  | .3  | 7.6   |
| 1997/98.  | Лос Анђелес лејкерси | 79    | 1     | 26.0 | .428 | .341 | .794 | 3.1 | 2.5 | .9  | .5  | 15.4  |
| 1998/99.  | Лос Анђелес лејкерси | 50    | 50    | 37.9 | .465 | .267 | .839 | 5.3 | 3.8 | 1.4 | 1.0 | 19.9  |
| 1999/00.† | Лос Анђелес лејкерси | 66    | 62    | 38.2 | .468 | .319 | .821 | 6.3 | 4.9 | 1.6 | .9  | 22.5  |
| 2000/01.† | Лос Анђелес лејкерси | 68    | 68    | 40.9 | .464 | .305 | .853 | 5.9 | 5.0 | 1.7 | .6  | 28.5  |
| 2001/02.† | Лос Анђелес лејкерси | 80    | 80    | 38.3 | .469 | .250 | .829 | 5.5 | 5.5 | 1.5 | .4  | 25.2  |
| 2002/03.  | Лос Анђелес лејкерси | 82    | 82    | 41.5 | .451 | .383 | .843 | 6.9 | 5.9 | 2.2 | .8  | 30.0  |
| 2003/04.  | Лос Анђелес лејкерси | 65    | 64    | 37.6 | .438 | .327 | .852 | 5.5 | 5.1 | 1.7 | .4  | 24.0  |
| 2004/05.  | Лос Анђелес лејкерси | 66    | 66    | 40.7 | .433 | .339 | .816 | 5.9 | 6.0 | 1.3 | .8  | 27.6  |
| 2005/06.  | Лос Анђелес лејкерси | 80    | 80    | 41.0 | .450 | .347 | .850 | 5.3 | 4.5 | 1.8 | .4  | 35.4* |
| 2006/07.  | Лос Анђелес лејкерси | 77    | 77    | 40.8 | .463 | .344 | .868 | 5.7 | 5.4 | 1.4 | .5  | 31.6* |
| 2007/08.  | Лос Анђелес лејкерси | 82    | 82    | 38.9 | .459 | .361 | .840 | 6.3 | 5.4 | 1.8 | .5  | 28.3  |
| 2008/09.† | Лос Анђелес лејкерси | 82    | 82    | 36.1 | .467 | .351 | .856 | 5.2 | 4.9 | 1.5 | .5  | 26.8  |
| 2009/10.† | Лос Анђелес лејкерси | 73    | 73    | 38.8 | .456 | .329 | .811 | 5.4 | 5.0 | 1.5 | .3  | 27.0  |
| 2010/11.  | Лос Анђелес лејкерси | 82    | 82    | 33.9 | .451 | .323 | .828 | 5.1 | 4.7 | 1.2 | .1  | 25.3  |
| 2011/12.  | Лос Анђелес лејкерси | 58    | 58    | 38.5 | .430 | .303 | .845 | 5.4 | 4.6 | 1.2 | .3  | 27.9  |
| 2012/13.  | Лос Анђелес лејкерси | 78    | 78    | 38.6 | .463 | .324 | .839 | 5.6 | 6.0 | 1.4 | .3  | 27.3  |
| 2013/14.  | Лос Анђелес лејкерси | 6     | 6     | 29.5 | .425 | .188 | .857 | 4.3 | 6.3 | 1.2 | .2  | 13.8  |
| 2014/15.  | Лос Анђелес лејкерси | 35    | 35    | 34.5 | .373 | .293 | .813 | 5.7 | 5.6 | 1.3 | .2  | 22.3  |
| 2015/16.  | Лос Анђелес лејкерси | 66    | 66    | 28.2 | .358 | .285 | .826 | 3.7 | 2.8 | .9  | .2  | 17.6  |
| Каријера  | Каријера             | 1,346 | 1,198 | 36.1 | .447 | .329 | .837 | 5.2 | 4.7 | 1.4 | .5  | 25.0  |
| Ол-стар   | Ол-стар              | 15    | 15    | 27.6 | .500 | .324 | .789 | 5.0 | 4.7 | 2.5 | .4  | 19.3  |

#### Плеј оф
| Сезона   | Екипа                | ОУ  | СУ  | МПУ  | ПШ%  | 3П%  | СБ%  | СПУ | АПУ | УПУ | БПУ | ППУ  |
| -------- | -------------------- | --- | --- | ---- | ---- | ---- | ---- | --- | --- | --- | --- | ---- |
| 1997.    | Лос Анђелес лејкерси | 9   | 0   | 14.8 | .382 | .261 | .867 | 1.2 | 1.2 | .3  | .2  | 8.2  |
| 1998.    | Лос Анђелес лејкерси | 11  | 0   | 20.0 | .408 | .214 | .689 | 1.9 | 1.5 | .3  | .7  | 8.7  |
| 1999.    | Лос Анђелес лејкерси | 8   | 8   | 39.4 | .430 | .348 | .800 | 6.9 | 4.6 | 1.9 | 1.3 | 19.8 |
| 2000.†   | Лос Анђелес лејкерси | 22  | 22  | 39.0 | .442 | .344 | .754 | 4.5 | 4.4 | 1.5 | 1.5 | 21.1 |
| 2001.†   | Лос Анђелес лејкерси | 16  | 16  | 43.4 | .469 | .324 | .821 | 7.3 | 6.1 | 1.6 | .8  | 29.4 |
| 2002.†   | Лос Анђелес лејкерси | 19  | 19  | 43.8 | .434 | .379 | .759 | 5.8 | 4.6 | 1.4 | .9  | 26.6 |
| 2003.    | Лос Анђелес лејкерси | 12  | 12  | 44.3 | .432 | .403 | .827 | 5.1 | 5.2 | 1.2 | .1  | 32.1 |
| 2004.    | Лос Анђелес лејкерси | 22  | 22  | 44.2 | .413 | .247 | .813 | 4.7 | 5.5 | 1.9 | .3  | 24.5 |
| 2006.    | Лос Анђелес лејкерси | 7   | 7   | 44.9 | .497 | .400 | .771 | 6.3 | 5.1 | 1.1 | .4  | 27.9 |
| 2007.    | Лос Анђелес лејкерси | 5   | 5   | 43.0 | .462 | .357 | .919 | 5.2 | 4.4 | 1.0 | .4  | 32.8 |
| 2008.    | Лос Анђелес лејкерси | 21  | 21  | 41.1 | .479 | .302 | .809 | 5.7 | 5.6 | 1.7 | .4  | 30.1 |
| 2009.†   | Лос Анђелес лејкерси | 23  | 23  | 40.8 | .457 | .349 | .883 | 5.3 | 5.5 | 1.7 | .9  | 30.2 |
| 2010.†   | Лос Анђелес лејкерси | 23  | 23  | 40.1 | .458 | .374 | .842 | 6.0 | 5.5 | 1.3 | .7  | 29.2 |
| 2011.    | Лос Анђелес лејкерси | 10  | 10  | 35.4 | .446 | .293 | .820 | 3.4 | 3.3 | 1.6 | .3  | 22.8 |
| 2012.    | Лос Анђелес лејкерси | 12  | 12  | 39.7 | .439 | .283 | .832 | 4.8 | 4.3 | 1.3 | .2  | 30.0 |
| Каријера | Каријера             | 220 | 200 | 39.3 | .448 | .331 | .816 | 5.1 | 4.7 | 1.4 | .6  | 25.6 |

## Успјеси

### Клуб
- Лос Анђелес лејкерси:
  - НБА (5): 1999/00, 2001/02, 2002/03, 2008/09, 2009/10.

### Репрезентација
- Олимпијске игре:  2008, 2012.
- Америчко првенство:  2007.

### Појединачни
- Најкориснији играч НБА (1): 2007/08.
- Најкориснији играч НБА финала (2): 2008/09, 2009/10.
- НБА Ол-стар меч (18): 1998, 2000, 2001, 2002, 2003, 2004, 2005, 2006, 2007, 2008, 2009, 2010, 2011, 2012, 2013, 2014, 2015, 2016.
- Најкориснији играч НБА Ол-стар меча (4): 2002, 2007, 2009, 2011.
- Идеални тим НБА — прва постава (11): 2001/02, 2002/03, 2003/04, 2005/06, 2006/07, 2007/08, 2008/09, 2009/10, 2010/11, 2011/12, 2012/13.
- Идеални тим НБА — друга постава (2): 1999/00, 2000/01.
- Идеални тим НБА — трећа постава (2): 1998/99, 2004/05.
- Идеални одбрамбени тим НБА — прва постава (9): 1999/00, 2002/03, 2003/04, 2005/06, 2006/07, 2007/08, 2008/09, 2009/10, 2010/11.
- Идеални одбрамбени тим НБА — друга постава (3): 2000/01, 2001/02, 2011/12.
- Побједник НБА такмичења у закуцавању (1): 1997.
- Идеални тим новајлија НБА — друга постава: 1996/97.